# Polycodium
Polycodium es un género de plantas fanerógamas perteneciente a la familia Ericaceae.  Comprende 27 especies descritas y de estas, solo 4 aceptadas.

## Taxonomía
El género  fue descrito por Constantine Samuel Rafinesque y publicado en American monthly magazine and critical review 2: 266. 1818. La especie tipo es: Polycodium stamineum (L.) Greene

## Especies aceptadas
A continuación se brinda un listado de las especies del género Polycodium aceptadas hasta febrero de 2014, ordenadas alfabéticamente. Para cada una se indica el nombre binomial seguido del autor, abreviado según las convenciones y usos.
- Polycodium kunthianum (Klotzsch) C.B. Rob.
- Polycodium melanocarpum (C. Mohr) Small
- Polycodium oblongum (Greene) Greene
- Polycodium stamineum (L.) Greene